# André Gonnet
André Gonnet (1929 - 2024) est un musicien et violoncelliste français. Il est aussi connu sous le pseudonyme Edgar de Cherzé.

## Biographie
Issu d'une famille de la région lyonnaise, fils d'un médecin psychiatre, le Dr Auguste Gonnet (1884-1977), et de Julie Noir de Chazournes (1885-1962), André Gonnet, né le 25 novembre 1929 à Saint-Étienne, est le dernier d'une fratrie de dix enfants.
Sorti du conservatoire de Paris, où il est l'élève de Paul Bazelaire, en 1956, il fréquente le salon de musique renommé que tenaient Christiane et Melchior de Lisle dans leur appartement du 29 boulevard Raspail puis rue Saint-Denis à Paris, à l'instar de musiciens célèbres, tels les pianistes Georges Cziffra et Paul Badur-Askoda, ou l'organiste Olivier Messiaen.

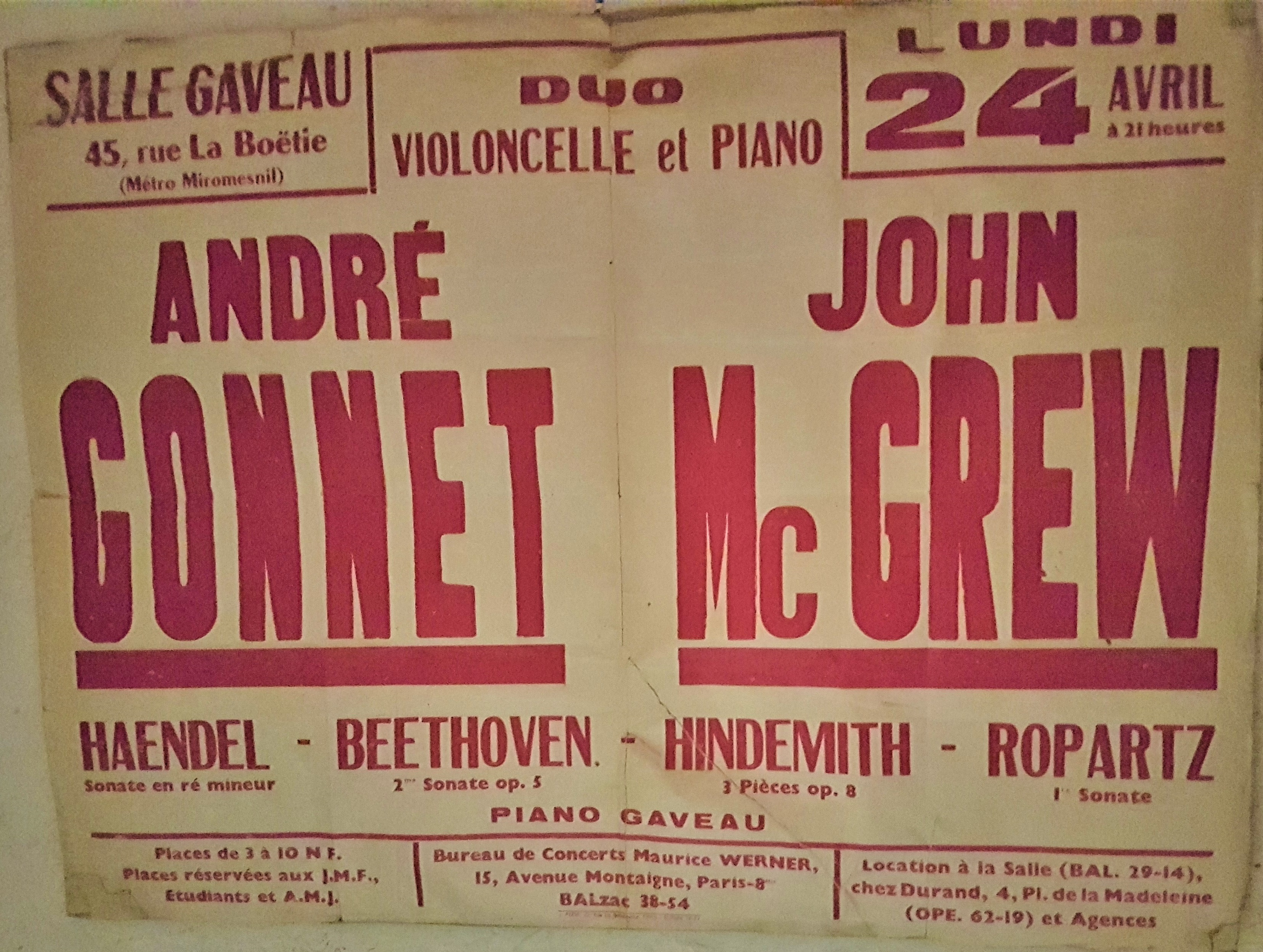
Affiche de concert d'André Gonnet et John McGrew Salle Gaveau à Paris dans les années 50

En 1958, André Gonnet et John McGrew jouent pour la première fois en France une sonate d'Edouard Salim Michaël. En 1966, André Gonnet enregistre avec John McGrew la Sonate de concert en mi majeur pour violoncelle et piano, op. 47 de Charles-Valentin Alkan, qu'ils jouèrent pour la première fois devant un public français. Cette année là, ils enregistrent aussi Yogata, suite pour piano et violoncelle de Jean-Jacques Laubry. Le 22 novembre 1967, les deux musiciens donnent un concert de musique romantique (Brahms, Schumann, Chopin) au Théâtre Grévin à Paris. Naowba, suite pour violoncelle seul du compositeur marocain Ahmed Essyad composée sur une forme musicale empruntée à la musique andalouse et développée par Ziri Ab au XIIIe siècle, est écrite à la demande d'André Gonnet, et créée par lui en décembre 1969,
André Gonnet accompagne aussi au violoncelle des représentations théâtrales, telle la mise en scène par Michel Vitold du drame de Anton Pavlovitch Tchekhov Ivanov, le 12 septembre 1970 au théâtre de l'Athénée à Paris.
Compagnon du peintre et musicien John McGrew, lui et John McGrew remirent à la mode, dans les années 1970, les concerts aux chandelles dans un décor 1900 reconstitué. Ils se produisent en duo dans de nombreuses occasions, où la sensibilité et le phrasé d'André Gonnet au violoncelle sont plus particulièrement remarqués,. Ils contribuèrent un concert, parmi les manifestations organisées pour trouver des fonds, au sauvetage du château de Rochebonne à Théizé, le 26 août 1989.
Dès 2003 André Gonnet a pour partenaire le pianiste Bruno-Henri Labeaume. Ils  abordent les pièces majeures du répertoire pour violoncelle et piano : la Sonate "Arpeggione"  de Schubert, la Sonate de Chostakovitch, la Sonate de Prokofiev, la Sonate de Grieg, toutes les Variations pour violoncelle et piano de Beethoven, "Tale" de Janacek ainsi que plusieurs pièces de Gabriel Fauré.
De 2009 à 2014 André Gonnet joue en trio avec la flûtiste Claudine Ferrier Morgand et le pianiste Bruno-Henri Labeaume. Ensemble, ils enregistrent l'intégrale des Trios pour flûte, violoncelle et piano de Joseph Haydn. Ils donnent également en concerts le Trio de Carl Maria von Weber, le Trio de Hummel, l'intégrale des cinq Pièces de clavecin en Concert de Jean-Philippe Rameau  ainsi que le Trio de Carl Philipp Emanuel Bach.
À plus de 90 ans, André Gonnet continue à donner des concerts, notamment en duo avec la pianiste Jacqueline Coivous : « C’est dans ma nature. La musique, c’est merveilleux et tant que j’entendrai, que mes mains fonctionneront, je jouerai. Le violoncelle est mon instrument de prédilection ».
Se déclarant "croyant athée", André Gonnet a un parcours philosophique expérimental, original et sortant des sentiers battus, qui rappelle en cela sa démarche musicale: d'abord dans la mouvance de Georges Gurdjieff, puis membre de l'église de Scientologie, avant de s'en distancer, il se rapproche ensuite du mouvement Eckankar. Intéressé par la métempsychose, il voit dans la réincarnation et l'expérience personnelle de vies antérieures une aide à l'explication des situations présentes. Ses conceptions philosophiques sont résumées dans ses ouvrages Six Sermons pour les Gens du Monde, Six Sermons pour toutes les Paroisses, et son Coming-out spirituel.
Sous le pseudonyme Edgar de Cherzé, il publie en 1997 John McGrew : un génie ingénu, une biographie de ce pionnier du dessin animé, peintre et musicien.
En 2019, dans un court-métrage de Sidney Baucheron Inspire, dont il est aussi le narrateur, André Gonnet incarne, dans une allégorie de la création artistique et de son rapport au rêve et à la réalité, un personnage dont la statue, sculptée par Miguel Le Bacon, s'anime soudain et joue du violoncelle, déployant tout son talent en harmonie avec un décor entre ciel et terre dont la beauté sublime et  naturelle s'étend à l'infini,.

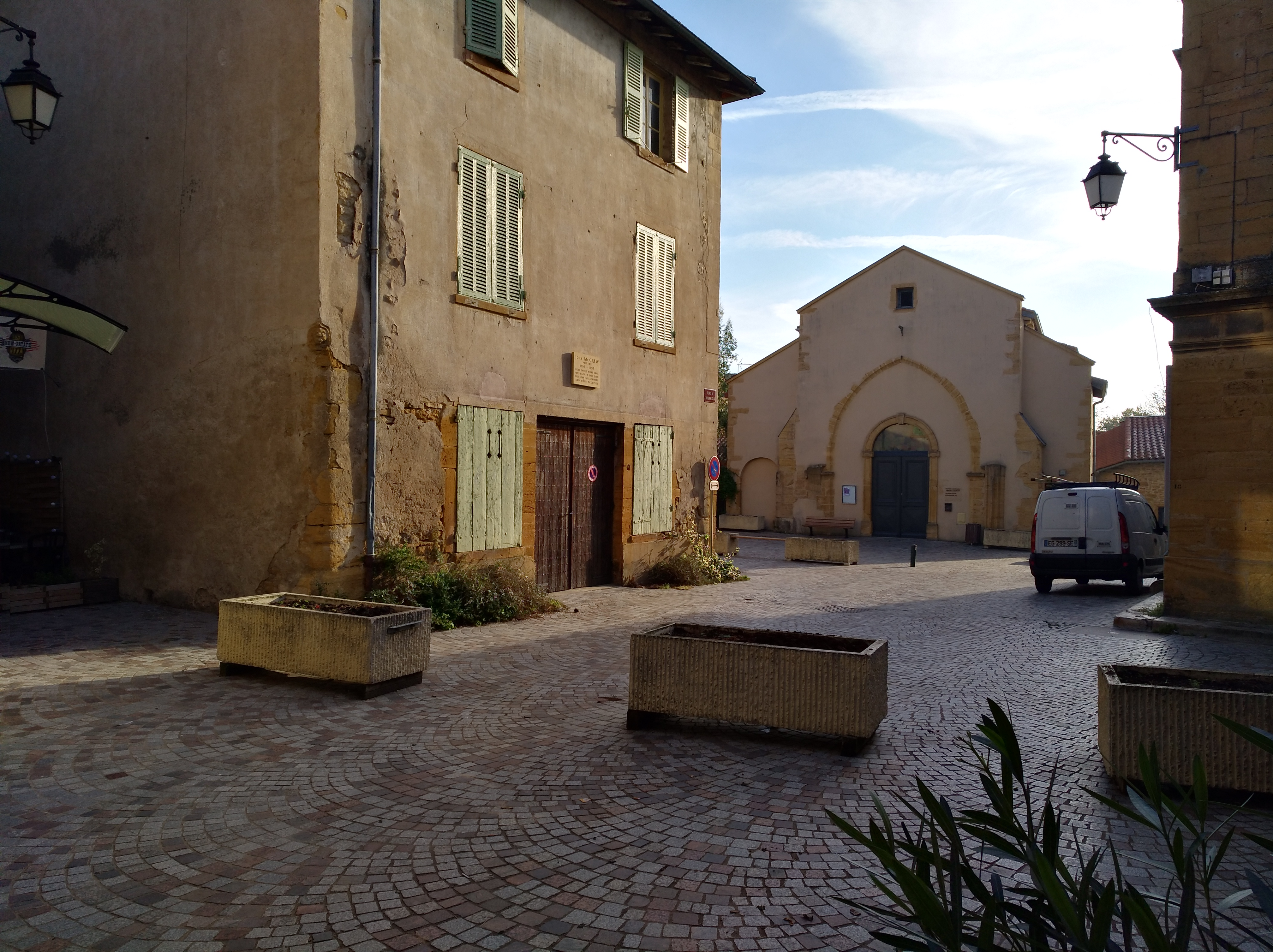
Maison où vécurent John McGrew et André Gonnet, dit Edgar de Cherzé, place de l'Ancienne Église, commune Le Bois-d'Oingt.

Jusqu'à sa mort en 2024, André Gonnet habite la commune du Bois-d'Oingt. C'est là que s'installe aussi John McGrew au cours de son voyage en France après son départ des États-Unis, y créant notamment des peintures en trompe-l'œil, et où il meurt le 11 janvier 1999,. Un musée, situé dans une maison Renaissance au cœur de l'ancien château du Bois d'Oingt, place de l'ancienne église, est consacré à l'œuvre de John McGrew. Certaines pièces ont été entièrement décorées par le peintre, et abritent ses tableaux ainsi que des sculptures, dessins et peintures de Miguel Le Bacon et de Christian Goupil, ses disciples et amis.
André Gonnet fut le président de l'Association "Edgar de Cherzé: Les Amis de John McGrew". L'Association vise la promotion de l'oeuvre de John Burton McGrew, et maintenant aussi d'André Gonnet, et de l'art et la création artistique sous toutes ses formes (notamment la peinture, le dessin, le dessin animé, le cinéma, la sculpture, la décoration, la musique, la littérature, le théâtre).
André Gonnet, dit Edgar de Cherzé, a rendu son dernier souffle le 29 décembre 2024, à l'âge de 95 ans. Il est inhumé au cimetière du Bois-d'Oingt, dans le caveau de la famille Gonnet.